# Medolla
Medolla (Mdòla in dialetto mirandolese) è un comune italiano di 6 452 abitanti della provincia di Modena in Emilia-Romagna. Situato nella bassa Pianura Padana su un terreno alluvionale bonificato, è sede principale dell'Unione Comuni Modenesi Area Nord e si trova a nord del capoluogo provinciale.

## Storia
Le prime notizie di Medolla si hanno intorno all'anno 776 quando Carlo Magno fece dono all'abbazia di Nonantola della Pieve di Camurana e dei terreni connessi.
Il nome del paese, secondo l'ipotesi più accreditata, deriva dal latino Medulla, storpiatura di Midolla che indicava la capanna di paglia, prima abitazione degli abitanti della zona in quanto non ancora completamente bonificata.
La sua posizione di confine tra il Ducato di Modena e Reggio, il Regno Lombardo Veneto e lo Stato Pontificio, la vicinanza con Mirandola, capitale della famiglia feudale dei Pico della Mirandola, favorirono lo sviluppo di Medolla come paese di passaggio e come centro di scambi; difatti da più di mille anni, si svolge, la prima domenica di luglio, la Millenaria Fiera di Bruino.
Medolla conobbe la peste nel 1629 con la calata dei Lanzichenecchi ed altri morti furono portati dalla calata di Napoleone nel 1796 con la relativa annessione di Medolla alla Repubblica Cispadana.
Con l'annessione al Regno di Sardegna, Medolla il 1º gennaio 1860 divenne comune con le attuali frazioni.
Attualmente Medolla ha tre chiese, una cappella, diciassette antiche ville padronali e varie chiesette private.
Dal 21 novembre 2003 Medolla è la sede dell'Unione comuni modenesi Area nord.
Medolla è stata gravemente danneggiata dai terremoti dell'Emilia del 2012.

La prima grande scossa di magnitudo 5.9 del 20 maggio 2012, con epicentro a Finale Emilia, ha causato gravi danni nell'ambito dei beni storico-culturali: in particolare, la chiesa parrocchiale dei santi Senesio e Teopompo è stata dichiarata inagibile, mentre sono completamente crollate le chiese delle frazioni di Camurana e Villafranca. Non si sono registrate vittime.

La seconda scossa per ordine di importanza, di magnitudo 5.8 del 29 maggio 2012, ha avuto epicentro proprio all'interno del territorio comunale di Medolla e ha stavolta avuto devastanti ripercussioni sul comparto industriale: oltre alla distruzione di intere aziende e capannoni, ha causato sei vittime, tra cui quattro operai nel crollo dell'industria biomedicale Haemotronic S.p.A.

Il secondo sisma ha reso inagibili il municipio, la palestra, la biblioteca comunale e le due scuole materne, una delle quali da pochi mesi. Si è inoltre reso necessario smontare la cuspide del campanile della chiesa parrocchiale che minacciava di crollare sulle abitazioni circostanti.

### Simboli
Lo stemma del comune è stato riconosciuto con decreto del Capo del Governo del 18 marzo 1936 e vi è raffigurata una motta emergente dalle acque, collegata alla terraferma con un ponte di legno, circondata da due piante di pioppo, e un alto battifredo in campo di cielo.
(D.C.G. 18 marzo 1936)
 Sono qui rappresentati la motta di Montalbano e la cinquecentesca torre di Malcantone di Medolla.
Il gonfalone, concesso con regio decreto del 19 novembre 1936, è costituito da un drappo di azzurro.

## Monumenti e luoghi d'interesse

### Architetture religiose
- Cappelletta del Duca
- Chiesa di San Bartolomeo Apostolo, a Villafranca

## Società

### Evoluzione demografica
Abitanti censiti

### Etnie e minoranze straniere
Gli stranieri residenti nel comune sono 638, ovvero l'11,21% della popolazione.

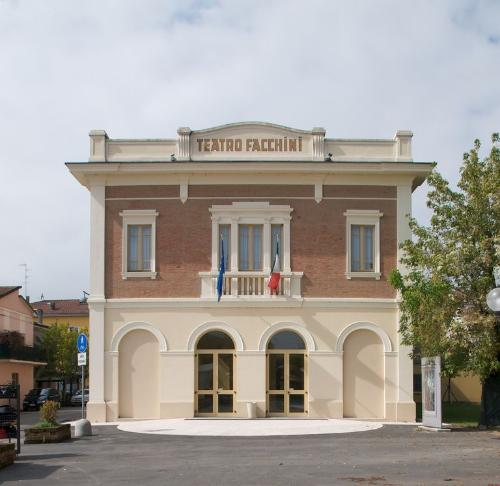
Il Teatro comunale Webben Facchini

### Lingue e dialetti
Oltre alla lingua italiana, a Medolla è utilizzato il locale dialetto mirandolese, una variante dell'emiliano.

## Economia
Grazie al terreno fertile, Medolla nel tempo ha sempre contato sull'agricoltura e, oggigiorno, conta ancora un'azienda agricola ogni 33 abitanti. Le colture principali riguardano la pericoltura, seminativi e la viticoltura del Lambrusco DOC.
A Medolla hanno sede anche aziende biomedicali di importanza mondiale e moltissime aziende artigiane operanti in molti settori.

## Amministrazione
| Periodo        | Periodo        | Primo cittadino    | Partito                       | Carica  | Note   |
| -------------- | -------------- | ------------------ | ----------------------------- | ------- | ------ |
| 12 maggio 1985 | 18 luglio 1993 | Ugo Bortoli        | PCI, PDS                      | Sindaco | [ 13 ] |
| 19 luglio 1993 | 12 giugno 1999 | Massimo Belfiori   | centro-sinistra               | Sindaco | [ 13 ] |
| 13 giugno 1999 | 6 giugno 2009  | Enzo Rinaldi       | centro-sinistra               | Sindaco | [ 13 ] |
| 7 giugno 2009  | 26 maggio 2019 | Filippo Molinari   | lista civica - Medolla futura | Sindaco | [ 14 ] |
| 27 maggio 2019 | in carica      | Alberto Calciolari | centro-sinistra               | Sindaco |        |